# Центр братьев Гримм
Центр имени Якоба и Вильгельма Гримм (нем. Jacob-und-Wilhelm-Grimm-Zentrum) — единый центр, объединяющий Библиотеку Берлинского университета имени Гумбольдта и Компьютерную и медиаслужбу (Computer- und Medienservice, CMS) того же университета; расположен в берлинской округе Митте — здание, названное в честь братьев Гримм, открылось 12 октября 2009 года. В центре хранятся около двух миллионов книг, собранных из старой центральной библиотеки и двенадцати бывших отраслевых библиотек по гуманитарным, социальным и экономическим наукам.

## История и описание
Центр братьев Гримм расположен к северу от берлинской городской железнодорожной линии: между вокзалом Фридрихштрассе и главным зданием университета, дворцом принца Генриха. Здание имеет адрес по улице Geschwister-Scholl-Strasse. Десятиэтажное здание центра, имеющее основную полезную площадь в 20 296 м², было построено по проекту швейцарского архитектора Макса Дудлера (Max Dudler). Центром библиотечного комплекса является уникальный по своим размерам и дизайну читальный зал: длина зала составляет 70 метров, при ширина в 12 и высоте в 20 метров.
В центре Гримм хранится 2,5 миллиона книг: около двух миллионов из находятся в открытом доступе. В здании есть небольшое кафе, помещения для видеоконференций, аудитория на 180 мест и восемь групповых рабочих комнат, а также — 55 индивидуальных рабочих кабинок. Всего доступно 1200 рабочих мест, из которых около 500 оснащены компьютерами.
Библиотека университета Гумбольдта, созданная в 1831 году, в июне 2005 года покинула здание Старой библиотеки. Центральный филиал был объединен с двенадцатью отраслевыми филиалами по гуманитарным, культурным и социальным наукам, а также — по экономике. В середине 2004 года, после нескольких лет поисков, было выбрано место для единого библиотечного центра; в начале 2005 года был завершен архитектурный конкурс, а в конце того же года начались первые подготовительные строительные работы. Официальная церемония закладки фундамента состоялась 22 августа 2006 года; здание было открыто 12 октября 2009 года.
Новый центр был по-разному оценен архитекторами и пользователями: так дизайн гардеробной и раздевалок был изменён уже после открытия — первоначальное количество мест, составлявшее около 1200, было увеличено до 1500. Здание получило как приз «BDA-Preis Berlin» за 2009 год, так и целый ряд других архитектурных наград.